# Steve Cropper
Steve Cropper (* jako; Steven Lee Cropper; 21. října 1941, Dora, Missouri), známý také jako The Colonel; je americký bluesový kytarista a herec. Proslavil se spoluprací s umělci jako jsou Booker T. & the M.G.'s, Otis Redding, Sam & Dave, Carla, Rufus Thomas a Johnnie Taylor. Byl také členem skupiny The Blues Brothers. Podle časopisu Rolling Stone se umístil na 36. pozici v jejich žebříčku 100 nejlepších kytaristů všech dob.